# 블루버스데이
《블루버스데이》는 2022년에 개봉한 대한민국의 웹드라마이다.

## 캐스팅
- 예리 : 오하린 역
- 홍석 : 지서준 역
- 이상준 : 차은성 역
- 김결유 : 도수진 역
- 주현 : 김의영 역